# Fira de l'Avellana
La Fira de Sant Llorenç, actualment també coneguda per Fira de l'Avellana és una fira que se celebra a Riudoms cada any el segon cap de setmana d'agost.
El seu origen es troba el 1599, quan es començà a celebrar una fira agrària i ramadera el dia 10 d'agost, dia de Sant Llorenç.
Des del 1981, també se l'anomena Fira de l'Avellana i està dedicada a aquest fruit sec i altres productes locals. La finalitat és potenciar el consum d'aquest fruit sec, que és un dels principals productes agrícoles conreat a Riudoms i al Baix Camp, donant a conèixer als visitants diferents formes d'utilitzar aquest fruit sec, tant en la cuina com a la pastisseria, així com en beguda, etc.
A la fira també s'hi poden trobar atraccions tant per a petits com per a grans. Fins al 2015 les atraccions es posaven al pati de l'antiga escola Beat Bonaventura Gran, però el 2015 es va decidir posar-les a un gran solar que hi ha al carrer dels Avellaners.
Actualment té lloc durant el segon cap de setmana d'agost, tot i que els actes previs comencen més aviat.
Durant la fira, el diumenge a la tarda, es realitza la tradicional cursa de portadors de sacs d'avellanes.